# Камполонго (Кротоне)
Камполонго (итал. Campolongo) је насеље у Италији у округу Кротоне, региону Калабрија.
Према процени из 2011. у насељу је живело 69 становника. Насеље се налази на надморској висини од 94 м.